# Morgan Paull
Morgan Paull, né le 15 décembre 1944 à New York et mort le 17 juillet 2012 à Ashland
, est un acteur américain principalement connu pour le rôle de Dave Holden dans Blade Runner (1982).

## Biographie
Morgan PAULL est né dans une riche famille de Wheeling en Virginie Occidentale où il étudia toute son enfance. Au lycée, il a participé à de nombreuses pièces de théâtre à l'école. Quand il dit à son père qu’il voulait entrer à l’Université de Boston pour continuer à jouer, son père désavoua ses plans et Morgan s’enfuit de chez lui. Il se rend d'abord au Barter Theatre d’Abingdon en Virginie et apparaît plus tard sur Broadway dans New Faces of 1965 et dans le spectacle Off-Broadway, That Thing at the Cherry Lane.
Après avoir déménagé à Los Angeles, il apparut dans Muzeeka au Mark Taper Forum et attira l’attention du réalisateur Franklin Schaffner et du producteur Frank McCarthy. Il effectua ses débuts d’acteur sur le grand écran en 1970 dans le film Patton dans lequel il interpréta le rôle du Capitaine Richard N. Jenson. Il apparut en 1971 dans le film Le Rendez-vous des dupes avec Jimmy Stewart et en 1976 dans le film La loi de la haine avec Charlton Heston. Il est aussi connu pour son interprétation du rôle de l’intrigant Philip Wendell en 1978 dans la minisérie Américaine Colorado et de celui du gourmand homme d’affaires en 1984 dans la comédie Surf II.
Jusqu’à sa mort, Morgan Paull résida sur le Lake Arrowhead dans les montagnes au nord-est de Los Angeles dans la Forêt nationale de San Bernardino à environ 140 kilomètres d’Hollywood. Morgan Paull se maria à quatre reprises, d’abord avec l’actrice Gaye Huston de 1965 au 18 juillet 1978. Il épousa ensuite Carmen Nelson le 21 juillet 1978 et ils demeurèrent unis jusqu’en 1990. Il maria ensuite April Paull en cette même année avant de finalement s’unir avec Jenny Elam à compter de 2004. Morgan Paull eut deux filles.
Morgan Paull décéda le 17 juillet 2012 des suites d’un cancer de l’estomac en son domicile d’ Ashland en Oregon. Il est enterré dans le caveau familial du Greenwood Cemetery au Wheeling dans la vallée de l'Ohio en Virginie Occidentale.

## Filmographie[4]
| Year | Title                                      | Role                      | Notes          |
| ---- | ------------------------------------------ | ------------------------- | -------------- |
| 1970 | Patton                                     | Captain Richard N. Jenson |                |
| 1971 | Le Rendez-vous des dupes                   | Junior Kilfong            |                |
| 1973 | Les Cordes de la potence                   | Struther                  |                |
| 1974 | Dirty O'Neil                               | Jimmy O'Neill             |                |
| 1975 | Les Gagneurs (Murph the Surf)              | Arnie Holcomb             |                |
| 1975 | Liquidez l'inspecteur Mitchell             | Salvatore Mistretta       |                |
| 1976 | La Loi de la haine                         | Portugee Shiraz           |                |
| 1977 | L'Ultimatum des trois mercenaires          | First Lt. Louis Cannellis |                |
| 1978 | L'Inévitable Catastrophe                   | Dr. Newman                |                |
| 1979 | Norma Rae                                  | Wayne Billings            |                |
| 1979 | Le Retour du gang des chaussons aux pommes | Corporal #1               |                |
| 1980 | Fondu au noir                              | Gary Bially               |                |
| 1982 | Blade Runner                               | Dave Holden               |                |
| 1984 | Surf II                                    | Chuck's Dad               |                |
| 1986 | GoBots: Battle of the Rock Lords           | Matt Hunter               | Voix           |
| 1989 | Out Cold                                   | Hunter #1                 |                |
| 1996 | Uncle Sam                                  | Mayor                     | (Dernier rôle) |